# Morina kokonorica
Morina kokonorica là một loài thực vật có hoa trong họ Kim ngân. Loài này được Hao mô tả khoa học đầu tiên năm 1936.